# Karl Brusberg
Karl Valfrid Brusberg, född 12 april 1910 i Stockholm, död 24 juni 1982, var en svensk ingenjör.
Efter studentexamen i Eksjö 1928 utexaminerades Brusberg från Kungliga Tekniska högskolan 1933. Han anställdes vid Asea 1933, vid Karlskrona elektricitetsverk 1939, vid Bergslagernas Järnvägs AB i Göteborg 1943 och var affärsverksdirektör i Jönköping från 1950. Han var också verkställande direktör för Södra Vätterns Kraft AB från 1950 och för Trafikföretaget Jönköping–Huskvarna från 1950.
Som nytillträdd affärsverksdirektör i Jönköping uppfattades Brusberg ganska snart som handplockad i syfte att lägga ned Jönköpings spårvägar, något som också genomfördes 1958.